# Tusta (film)
Tusta je hrvatsku životopisni dokumentarni film. Film nije klasični glazbeni dokumentarni film. Zatvara dokumentarističku filmsku trilogiju o Puli u kojoj su još Una storia polesana, Godine hrđe. Govori o životu frontmena poznatog puljskog punk-rock sastava KUD Idijota Branka Črnca Tuste. Film je premijerno prikazan na Motovunskom filmskom festivalu 2019. godine. Sastoji se iz tri dijela. U prvom govori o probijanju sastava među šire slušateljstvo i brzom usponu. Ta dionica oslikana je arhivskom građom te razgovorima s gitaristom Sašom Milovanovićem Verudom, basistom Nenad Marjanović dr Fricom, bubnjarem Diegom Bosuscom Pticom, te kolegama i suvremenicima, kao što su izdavač njihovih prvih albuma Boris Furlan, glazbeni kritičari Petar Janjatović i Dragan Kremer, glazbenici Zoran Predin, Damir Urban i Sejo Sexon. Drugi dio filma obojen je politički i ideološki. Autori su taj dio prikazali s ljevičarskog političkog gledišta. KUD Idijotski ideali i beskompromisni stavovi doveli su ih do ograničenog djelovanja i "zabrana" koje su doživljavali svojom krivnjom. Tustine poruke o toleranciji, suživotu i socijalnoj pravdi, koje su se 90-ih godina se smatralo "komunističkim", deplasiranim i promašenim.
Bili su prvi hrvatski bend koji je nastupio u Srbiji nakon raspada SFRJ. To je bio koncert u beogradskoj Hali sportova 2000. godine. Treći dio filma bavi se posljednjim godinama Tustina života. U tom su dijelu svjedočenja članova obitelji i prijatelja, te gledatelj upoznaje javnosti manje poznatu Tustinu dimenziju kao čovjeka.
Film je prikazan na Motovunskom filmskom festivalu 2019., DokuFest-u 2019. i Liburnia film festivalu 2019. na kojem je dobio nagradu publike.

## Vanjske poveznice
- Facebook
- Vimeo Službeni trailer